# 田口囁一
田口 囁一（たぐち しょういち、1988年10月13日 - ）は日本の漫画家、音楽家。ロックバンド感傷ベクトルのボーカル、ギター、ピアノ担当。

## 来歴
2007年より、同人サークル「感傷ベクトル」を発足し、同人誌即売会等で漫画や音楽作品を発表していた。
2009年、『ジャンプSQ.Ⅱ』に「ReLive」を掲載し商業誌デビュー。
2010年より、『ジャンプSQ.19』にて「僕は友達が少ない＋」を連載開始。
2011年より、感傷ベクトルWEBサイトにて漫画と音楽を同時連載するメディアミックス作品「シアロア」を開始。
2012年8月、音楽ユニット・感傷ベクトルとしてSPEEDSTAR RECORDSよりアルバムを、集英社よりコミックを同時リリースし、メジャー・デビュー。
2014年5月より、『別冊少年マガジン』にて「フジキュー!!! 〜Fuji Cue's Music〜」を連載開始。
2016年8月より、『少年ジャンプ+』にて「寿命を買い取ってもらった。一年につき一万円で。」のコミカライズ連載を開始。
2017年12月より、『LINEマンガ』にて「シアロア」再連載を開始。
2018年12月31日、Annabelとの結婚を発表。
2020年7月より、『コミック百合姫』にて「ふたりエスケープ」の連載を開始。

## 漫画作品

### 連載
- 僕は友達が少ない＋（2010年 - 2012年、『ジャンプSQ.19』、集英社）
- シアロア（2011年 - 2012年、感傷ベクトルオフィシャルサイト）→（2017年 - 2020年、『LINEマンガ』LINE（書き下ろしエピソードを加えている[7]））
- フジキュー!!! 〜Fuji Cue's Music〜（2014年6月号 - 2016年6月号、『別冊少年マガジン』、講談社）
- 寿命を買い取ってもらった。一年につき、一万円で。（2016年8月10日 - 2017年10月25日、『少年ジャンプ+』、集英社、原作：三秋縋「三日間の幸福」メディアワークス文庫刊）[8]
- ふたりエスケープ（2020年9月号 - 2023年2月号、『コミック百合姫』、一迅社）[9] - 連載終了後も続きを描く予定であると田口は宣言している[10]。
- ペンションライフ・ヴァンパイア（2023年4月1日[11] - 2024年3月16日[12]、『少年ジャンプ+』、集英社）
- ボドカン！ 〜女、囚人同士、監獄でナニも起こらないはずがなく〜（2024年6月27日[13] - 、『カドコミ』[14]、KADOKAWA、原作：羽流木はない）

### 読み切り
- ReLive（2009年『ジャンプSQ.Ⅱ』 Vol.3集英社）
- シアロア case10.75（2012年『別冊spoon.』vol.22プレビジョン）
- あの気配（2012年10月号『spoon.』プレビジョン）
- ワンルームシックノーパンツ（2013年3月号、『ビッグガンガン』スクウェア・エニックス）
- ボドカン!（2022年10月、『コミックアライブ＋』原作：羽流木はないKADOKAWA）
- 岐阜の善き魔女（2022年12月、『MAGCOMI』7ページ連載予告マンガ応募作[15]）[16]

### 単行本
- 僕は友達が少ない＋（ジャンプ・コミックス、集英社、全2巻）
- 田口囁一・春川三咲連作集シアロア（ジャンプ・コミックス、集英社、全1巻）
- フジキュー!!! 〜Fuji Cue's Music〜（講談社コミックスマガジン、全4巻）
- 寿命を買い取ってもらった。一年につき、一万円で。（ジャンプコミックス、集英社、全3巻）
- シアロア（LINEコミックス、全3巻）
- ふたりエスケープ（百合姫コミックス、一迅社、全4巻[17]）
- 『ボドカン！〜女、囚人同士、監獄でナニも起こらないはずがなく〜』、原作：羽流木はない、KADOKAWA〈カドコミ〉、2024年 - 、既刊2巻（2025年3月7日現在）
  1. 2024年10月7日発売[18][19]、ISBN 978-4-04-811392-2
  2. 2025年3月7日発売[20]、ISBN 978-4-04-811450-9

### アンソロジー
- 終末世界百合アンソロジー「Touch me if you can」（一迅社）
- シガレットアンソロジー「ワンルームシックノーパンツ」（スクウェア・エニックス）
- 僕は友達が少ない公式アンソロジーコミック「僕は友達が少ない＋予告編」（メディアファクトリー）

### コラム
- 田口囁一の"QUNKA!"（2014年8月 - 連載中「WHAT's_IN?」エムオン・エンタテインメント）
- 『ソラニン』と邦楽ロック　フィクションを補強する作家のリアル（「漫画家本vol.10 浅野いにお本」小学館）

## ディスコグラフィー

### アルバム
|        | 発売日        | タイトル              | 収録曲 | 備考                       |
| ------ | ------------- | --------------------- | --- | -------------------------- |
| 1st EP | 2023年3月27日 | Goodnight My Ghost EP | 1. 0キロポスト・モノローグ / Monologue on the railhead 2. 四月の魚たち / April fishes 3. 密会 / Secret meeting 4. 魔法によせて / Magic song 5. 永遠の畔 / Edge of eternity - 全曲作詞・作曲・編曲：田口囁一 - シンセサイザー：蓮尾理之(siraph) - ギター：グシミヤギヒデユキ - ベース：山崎英明(siraph)、白神真志朗、ベントラーカオル | FRIENDSHIP. / トマソン商會 |

### 配信限定シングル
| 発売日        | タイトル                | レーベル       |
| ------------- | ----------------------- | -------------- |
| 2020年8月15日 | 0キロポスト・モノローグ | Thomasson firm |

## 楽曲提供・参加作品
感傷ベクトルの作品については感傷ベクトル#ディスコグラフィを参照のこと。

### 楽曲
- Annabel
  - 「I.C」（作編曲）
  - 「Call Me」（作編曲）
  - 「夏の沫」（作編曲）
  - 「枯れる」（作編曲）
  - 「スローライトバード」（作編曲）
  - 「alpine blue」（作編曲）
  - 「lilac slumber」（作編曲）
  - 「wormhole」（作編曲）
  - 「kosmos」（作編曲）
  - 「dear ghost」（作編曲、コーラス）
  - 「steam driven girl」（作編曲）
  - 「つみ木」（作編曲）
  - 「梔子」（作編曲）
  - 「after all」（作編曲）
  - 「vanilla haze」（作編曲）
  - 「howl」（作編曲）
- Voltage_of_Imagination『VOI best selection – Caelum』（2013年8月10日　IMAGICAイメージワークス）
  - 「夏の幽霊」（作詞、歌唱）
- バクステ外神田一丁目『「Acoustic Studio Live Recordings」～2CDアルバム＋DVD』（2017年10月14日　Le:iDIX Records）（編曲）
- もりみち病院『ナゼナラバ』（2014年3月26日　AIR AGENCY）
  - 「愛だの恋だの」（作編曲）
- 茶太
  - 「Kaleidoscope」（作編曲）
  - 「あやとり」（編曲）
  - 「幸福論」（作編曲）
  - 「解なし」（作編曲）
  - 「あの日の食卓」（作編曲）
- みゆはん『ぷ』（2020年1月22日　ビクターエンタテインメント）
  - 「ゲシュタルト崩壊」（トラック提供）
- sasakure.UK『ゼツメツコモンセンス』（2016年8月14日）
  - 「マホガーアノボー」（歌唱）
- AZKi『Re:Creating world』（2020年12月1日）
  - 「ローテート・リピーテッド」（編曲）
- じん
  - 「カゲロウデイズ」（歌唱）
  - 「透明アンサー」（歌唱）

### テレビアニメ
- 『メカクシティアクターズ』
  - 「カゲロウデイズ」（歌唱）
- 『TSUKIPRO THE ANIMATION』
  - 「brilliant／BML（c/w）」（作曲、編曲）

### ドラマCD
- 『歌浴曲ウォーズ』（音楽）

### ゲーム
- 『イケメン王宮◆真夜中のシンデレラ』
  - 「君の魔法」（作編曲）
- 『CHUNITHM AIR』
  - 「後夜祭」（作詞、作編曲、歌唱）

### 舞台
- 『錆色のアーマ 繋ぐ』（音楽）
- 『暗転エピローグ』（主題歌）

### その他
- 『八日後、君も消えるんだね』（楽曲[21]）